# Noetisk filosofi
Noetisk filosofi eller noetik, av grekiskans nous, är ett begrepp inom den bysantinska filosofin och omfattar också andliga övningar såsom tystnad och inre vaksamhet. Den bysantinska filosofin motsvarar det vi i dag kallar teologi.[källa behövs] Övningarna i den noetiska filosofin är verktyg och medel för att nå tankens höjder: rening (katharsis) av hjärtat, noetisk upplysning och slutligen theosis, föreningen med Gud. Dessa tre stadier är dock ingen kronologisk "nådens ordning" i pietistisk mening, utan ett historiskt presens i liturgisk tid.

## Den inre tystnadens filosofi
Den inre tystnadens filosofi finns beskriven i ett avsnitt av boken, Stegen, skrivet av Johannes av Sinai (579-649). Han anknyter här till Jakobs dröm om en stege som var rest mellan jord och himmel. I allmänhet förstår den ortodoxa kyrkan Jakobs stege som en topos, en symbol för Guds moder Maria. Men i nämnda verk är stegen människosjälens uppstigande till Gud. Den 28:e pinnen på stegen benämner Johannes hesychia, tigandet, den inre stillheten, den högsta filosofin, den noetiska.
Johannes säger: Få har grundligt studerat den världsliga visheten (filosofin), men jag säger att ändå färre behärskar den sanna gudomliga stillhetens filosofi. Stillhetens filosofi innebär helt enkelt att tankarna blir stilla, man övar sig i att inte låta nous irra och att man inte bekymrar sig om något.

## Den inre nykterhetens filosofi
Hesykios (död 433) har skrivit om den inre nykterhetens filosofi (nepsis): Den kallar vi noetisk eller praktisk filosofi. Han säger: Om du vill vara genuint god och mild och alltid tillsammans med Gud, sträva efter vaksamhetens etik, som går ut på att skydda nous och att fylla hjärtat med ett ljuvligt tigande. Detta är ett outsägligt själens tillstånd, där fantasibilder inte har någon plats.
Detta är noetisk filosofi. Nous är det högsta kunskapsorganet. De bysantinska filosoferna uppmanar oss att noggrant pröva och studera varje ting som vi möter. En människa som gör så uppnår själslig frid och noetiskt lugn.
Johannes av Damaskus (675-749) var en stor ortodox filosof.  Han säger: Filosofi är att älska visheten. Men den sanna visheten är Gud. Därför är kärleken till Gud den högsta formen av filosofi.
Gregorios av Sinai ansåg som den äkta mystiker han var att en gudomlig filosof är den som genom praktisk övning och meditation har nått direkt förening med Gud och som därför har blivit Hans älskare, ty denne filosof älskar den första, den skapande och den sanna Sofia mer än han älskar någon annan kärlek, vishet och kunskap.

## Aktuella verk
Författaren Bengt Pohjanen har i en inledande essä i sin översättning av Filokalia använt begreppen noetisk psykologi och noetisk filosofi. I boken Nous - utkast till en noetisk filosofi presenteras den noetiska filosofin i det bysantinska tänkandet.